# Pratitnagar
Pratitnagar es una ciudad censal situada en el distrito de Dehradun,  en el estado de Uttarakhand (India). Su población es de 9564 habitantes (2011). 

## Demografía
Según el censo de 2011 la población de Pratitnagar  era de 9564 habitantes, de los cuales 4821 eran hombres y 4743 eran mujeres. Pratitnagar tiene una tasa media de alfabetización del 86,01%, superior a la media estatal del 78,82%: la alfabetización masculina es del 92,08%, y la alfabetización femenina del 70,03%.